# أدرينالين
الأدرينالين أو أدرينين (بالإنجليزية: Adrenaline)‏ ويسمى أيضاً الإبينيفرين (بالإنجليزية: Epinephrine)‏ هو هرمون وناقل عصبي تفرزه غدة الكظر وهي تقع فوق الكلية، حيث ينتج في الخلايا أليفة الكروم في لب الكظر. وهو يعمل على زيادة نبض القلب وانقباض الأوعية الدموية وبالمجمل يؤدي إلى تحضير الجسم للقيام بأعمال ينتج عنها إجهاد وانفعال مثل الرياضة والعراك والهرب وحالات الفر والكر.
يعد الإبينفرين ونورإبينفرين أهم الناقلات العصبية في الجهاز العصبي الودي.

## الكيمياء الحيوية

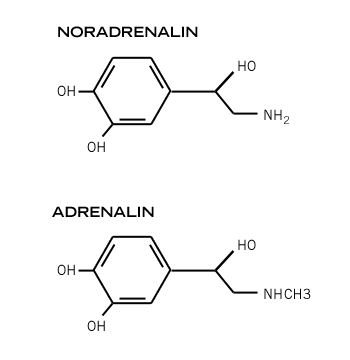
الصيغ الهيكلية للنورادرينالين والأدرينالين

### الاصطناع الحيوي
من الناحية الكيميائية يعد الأدرينالين واحداً من النواقل العصبية أحادية الأمين والتي تدعى الكاتيكولامينات. يصطنع الأدرينالين في الجسم بشكل أساسي داخل الخلايا أليفة الكروم في لب الغدة الكظرية، وكذلك في عدد صغير من العصبونات داخل النخاع المستطيل بواسطة مسار استقلابي يتحول فيه الحمضَين الأمينييَن فينيل ألانين وتيروسين إلى عدد من المركبات الوسطية المستقلَبة، وبالنهاية إلى الأدرينالين. يُهَدرل التيروسين أولاً إلى ليفودوبا (L-DOPA) بواسطة هيدروكسيلاز التيروسين، وهي الخطوة المحددة لسرعة التفاعل. بعد ذلك يحدث تفاعل نزع كربوكسيل ليعطي الدوبامين بواسطة نازعة كربوكسيل L-الحمض الأميني العطري؛ ثم يحول الدوبامين إلى نورإبينفرين (نورأدرينالين) بواسطة إنزيم بيتا-هيدروكسيلاز الدوبامين، والذي يستخدم حمض الأسكوربيك (فيتامين سي) وأيونات النحاس عوامل مرافقة. تتضمن الخطوة الأخيرة في عملية الاصطناع الحيوي للادرينالين حدوث تفاعل مثيلة لمجموعة الأمين في النورأدرينالين. يحفر التفاعل الأخير بواسطة الإنزيم ناقلة ميثيل-N فينيل إيثانولامين (PNMT)، والذي يستخدم S-أدينوسيل الميثيونين (SAMe) مانحاً لمجموعة الميثيل. في حين أن إنزيم ناقلة ميثيل-N فينيل إيثانولامين (PNMT) يوجد بشكل أساسي في العصارة الخلوية للخلايا الصماء في لب الغدة الكظرية؛ إلا أنه قد تم الكشف عنه بنسب ضئيلة في كل من القلب والدماغ.

### الضغط
يعد الضغط النفسي عاملاً أساسياً في الإطلاق الفيزيولوجي للأدرينالين في مجرى الدم، إذ تعمل المثيرات العصبية مثل وجود خطر محدق أو الترقب أو الضجيج أو الأضواء الساطعة وعوامل منبهة مشابهة على تنبيه الجهاز العصبي المركزي، الأمر الذي يؤدي إلى اصطناع الأدرينالين وتحريره. تؤدي المنبهات العصبية إلى تحويل التيروسين إلى ليفودوبا وكذلك الدوبامين إلى نورأدرينالين، ويساهم إفراز هرمون الكورتيزول في الغدة الكظرية بتحويل النورأدرينالين إلى أدرينالين.
يمكن التحكم أيضاً بإنتاج الأدرينالين في الجسم عبر الارتجاع السلبي (تغذية راجعة سلبية) من أجل تقليل اصطناعه في الجسم. يصادف وجود تراكيز مرتفعة غير عادية من الأدرينالين في عدد من الحالات مثل تناول العقاقير المطلقة للأدرينالين بشكل فردي، وفي ورم القواتم وأورام أخرى في العقد الودية.

### الاستقلاب
يُستقلَب الأدرينالين بعد فترة وجيزة نسبياً من إطلاقه، إذ أن عمر النصف البلازمي لهذا الهرمون إثر حقنه وريدياً يبلغ ما بين دقيقة واحدة إلى ثلاث دقائق. يتم الحد من تأثير الأدرينالين عند استرداده إلى النهايات العصبية، أو باستقلابه بإنزيم أكسيداز أحادي الأمين (MAO) وناقلة ميثيل-O الكاتيكول (COMT).
يعد الميتانفرين من المستقلبات الأساسية للأدرينالين، كما يتم الاستقلاب أيضاً إلى فانيليل حمض المندليك و3-ميثوكسي-4-هيدروكسي فينيل الغليكول؛ وجميع هذه المركبات ليست بذي فعالية حيوية وتطرح في البول، حيث يمكن الكشف عنها لتتبع النشاط الحيوي في الإفراز الكظري.

## التأثيرات الفيزيولوجية
لب الغدة الكظرية مساهمٌ صغير في مجموع الكاتيكولامينات المتداولة (ليفودوبا له تراكيز أعلى في بلازما الدم)، ويساهم بنسبة 90% من الأدرينالين المتداول. يوجد القليل من الأدرينالين في الأنسجة، غالبا في الخلايا أليفة الكروم المتناثرة. عقب استئصال الكظرية، يختفي الأدرينالين تحت حد الكشف في مجرى الدم. تساهم الغدد الكظرية بحوالي 7% من النورأدرينالين الساري في الدم، ومعظمه فيض عن النقل العصبي وذو نشاط صغير كهرمون. تنشِط الجرعات الدوائية من الأدرينالين المستقبلاتِ الأدرينالية α1 وα2 وβ1 وβ2 وβ3 في الجهاز العصبي الودي. مستقبلات العصب الودي مصنفة بأنها أدرينالية الفعل وذلك بناء على استجابتها للأدرينالين.
غالبا ما يساء تفسير المصطلح "أدرينالي الفعل" بأن الناقل العصبي الرئيسي للجهاز الودي هو النورأدرينالين، بدل الأدرينالين كما اكتُشِف من قبل أولف فون أولر سنة 1946. للأدرينالين تأثيرٌ يتوسطه المستقبل الأدرينالي β2 على الأيض والسبيل التنفسي، ولا يوجد اتصال عصبوني مباشر من العقد الودية إلى السبيل التنفسي.
اقتُرح مفهوم أن للب الغدة الكظرية والجهاز العصبي الودي دور في استجابة الكر أو الفر أول مرة بواسطة والتر كانون. لكن لب الغدة الكظرية وعلى عكس قشرة الكظرية ليست مطلوبة من أجل البقاء على قيد الحياة. في المرضى مستأصلي الكظر، تبقى استجابات ديناميكا الدم والاستجابات الأيضية للمنبهات مثل نقص سكر الدم والتمارين طبيعيةً.

### التمرين
التمارين البدنية هي أحد المنبهات لإفراز الأدرينالين، وتم إثبات هذا أول مرة باستخدام حدقة قط أزيلت الأعصاب عنها كمقايسة، ثم أُكِّدت لاحقا باستخدام مقايسة بيولوجية على عينات بول. نُشِرت الطرق الكيميائية الحيوية لقياس الكاتيكولامينات في بلازما الدم ابتداء من العقد 1950 وما بعده. ورغم أن العديد من الأعمال المهمة نُشرت باستخدام مقايسات فلورومترية لقياس مجموع تراكيز الكاتيكولامينات، إلا أن الطريقة كانت غير نوعية وغير حساسة لكي تحدد بدقة كميات الأدرينالين الصغيرة جدا في البلازما. غيّر تطور تقنيات الاستخراج والمقايسات الإنزيمية الراديوية (REA) حساسية التحليلات إلى 1 بيكوغرام من الأدريناين. أظهرت مقايسات REA للبلازما أن الأدرينالين ومجموع الكاتيكولامينات يرتفع لاحقا عند التمارين البدنية، خاصة عندما يبدأ الأيض اللاهوائي.
أثناء التمارين البدنية يزيد تركيز الأدرينالين في الدم جزئيا بسبب زيادة إفرازه من لب الغدة الكظرية وجزئيا بسبب انخفاض الأيض الذي يعود إلى انخفاض تدفق الدم الكبدي. تسريب (حقن) الأدرينالين للأفراد الذين هم في حالة راحة لإعادة إنتاج تراكيز الأدرينالين في الدم الناتجة أثناء التمارين له تأثير صغير في ديناميكا الدم، عدا انخفاضٍ صغيرٍ في ضغط الدم الانبساطي الذي يتوسطه المستقبل β2. يُثبِّط تسريب الأدرينالين في الحدود الفيسيولوجية النشاط الفائق للسبيل التنفسي البشري بشكل كافٍ لمناهضة تأثيرات التضييق الخاصة بالهستامين المستنشق.
حُدِّد رابط بين ما يُعرف الآن بأنه الجهاز العصبي الودي والرئة سنة 1887 حين أظهر غروسمن أن تنبيه الأعصاب المعجِّلة للقلب عكست تضيق السبيل الهوائي الذي يُحدثه المسكارين. في تجاربٍ على كلب قُطِعت سلسلة عقده الودية عند الحجاب الحاجز، أظهر جاكسون أنه لا يوجد إعصاب ودي مباشر مع الرئة، لكن التضيق القصبي تم عكسه بتحرير الأدرينالين من لب الغدة الكظرية. لم يتم الإبلاغ عن زيادة في معدل حدوث نوبات الربو لدى المرضى مستأصلي الغدة الكظرية، والذين لديهم استعداد وراثي للربو سيحصلون على بعض الحماية من النشاط الفائق للسبيل الهوائي بواسطة العلاج ببدائل الكورتيكوستيرويد. تُحدث التمارين توسعَ سبيل هوائي متفاقم (مترقٍ) لدى الأفراد الطبيعيين وهذا التوسع يتناسب مع مقدار التمارين ولا يمنعه تثبيط مستقبلات بيتا. التوسع المتفاقم للسبيل التنفسي مع زيادة التمارين البدنية يتوسطه انخفاض متفاقم لنشاط العصب المبهم أثناء الراحة. يسبب تثبيط مستقبلات بيتا بواسطة بروبرانولول ارتدادا (تحسنا) في مقاومة السبيل الهوائي بعد التمارين لدى الأفراد العاديين على مدار نفس الوقت الذي يُرى فيه التضيق القصبي الذي تحدثه التمارين المحدِثة لأعراض الربو. الانخفاض في مقاومة السبيل الهوائي أثناء التمارين يُخفض من مقدار الجهد في التنفس.

### الاستجابة العاطفية
كل استجابة عاطفية أو شعورية لها مكون سلوكي -مكون مستقل- ومكون هرموني. يشمل المكون الهرموني تحرير الأدرينالين، وهي استجابة لب الغدة الكظرية التي تحدث بسبب إجهادٍ أو ضغط ما والتي يُتحكم فيها بواسطة الجهاز العصبي الودي. أحد المشاعر الكبيرة التي دُرست ولها علاقة بالأدرينالين هي الخوف. في إحدى التجارب، أبدى الأفراد الذين حُقِنوا بالأدرينالين تعابير وجه سلبية أكثر وتعابيرا إيجابية أقل تجاه أفلام رعب مقارنة بمجموعة شاهدة لم تحقن. وأبدى هؤلاء الأفراد كذلك حدة خوف أكبر من الأفلام وحِدة متوسطة أكبر للذكريات السلبية من أفراد المجموعة الشاهدة. أثبتت نتائج هذه الدراسات أن هنالك ارتباطات متعلَّمَة بين المشاعر السلبية ومستويات الأدرينالين. وعموما، كميات الأدرينالين المرتفعة مرتبطةٌ إيجابيا مع حالة إثارة المشاعر السلبية. يمكن أن تكون هذه النتائج تأثيرا من ناحية أن الأدرينالين يُظهر الاستجابات الودية الفيسيولوجية ومنها زيادة دقات القلب وارتعاش الركبتين، والتي يمكن نسبتها إلى الشعور بالخوف بغض النظر عن المستوى الحقيقي للخوف الناتج من الفيديو. رغم أن الدراسات وجدت علاقة مؤكدة بين الأدرينالين والخوف، لم تحظ المشاعر الأخرى بنفس النتائج. ففي نفس الدراسة لم يبدِ الأفراد تسلية أكبر تجاه فلم تسلية ولا غضبا أكبر تجاه فلم غضب. أُبلِغ عن نتائج مماثلة في دراسة لمجموعة من القوارض التي كانت إما قادرة أوغير قادرة على إنتاج الأدرينالين. ودعمت النتائج فكرة أن للأدرينالين دورا في تسهيل تشفير الأحداث التي تثير المشاعر والمساهمة في مستويات أعلى من اليقظة والإثارة بسبب الخوف.

### الذاكرة
وُجد أن بإمكان الهرمونات أدرينالية الفعل -مثل الأدرينالين- إحداث تحسنٍ رجوعيٍّ للذاكرة طويلة الأمد لدى البشر. يمكن لتحرير الأدرينالين بسبب الأحداث المجهِدة شعوريا تعديلُ تثبيتِ وتقويةِ الذاكرة للأحداث وضمان قوة ذاكرة متناسبة مع أهمية تذكر الحدث. نشاط الأدرينالين المحرر بعد التعلم يتآثر كذلك مع درجة اليقظة المرتبطة مع التشفير الأولي للحدث في الذاكرة. يوجد دليل يقترح بأن للأدرينالين دور في التأقلم مع الإجهاد طويل الأمد وفي تشفير الذاكرة الشعورية بشكل خاص. يمكن للأدرينالين كذلك أن يلعب دورا في رفع ذاكرة اليقظة والخوف تحت ظروف إمراضية معينة منها اضطراب الكرب التالي للصدمة النفسية. وبشكل عام، تدل دلائل كثيرة على أن الأدرينالين يُعدل تثبيت الذاكرة للمهام الموقظة للمشاعر لدى البشر والحيوانات. وجدت دراسات أن ذاكرة الإدراك التي للأدرينالين دور فيها تعتمد على آليةٍ تعتمد على المستقبلات الأدرينالية بيتا. لا يعبر الأدرينالين بسهولة الحاجز الدموي الدماغي، لذا تأثيراته على تثبيت وتقوية الذاكرة تبدؤها على الأقل جزئيا مستقبلات بيتا الأدرينالية في الجهاز العصبي محيطي. وجدت دراسات أن سوتالول -وهو مناهض لمستقبلات ألفا وبيتا لا يدخل الدماغ بسهولة كذلك- يثبط تأثيرات تحسين الذاكرة التي يحدثها الأدرينالين المتعاطى (المأخوذ) محيطيا. تقترح هذه النتائج أن مستقبلات بيتا ضرورية بالنسبة للأدرينالين لكي يكون له تأثير على تثبيت وتقوية الذاكرة.
لكي يتم تحويل النورأدرينالين إلى أدرينالين بواسطة ناقلة ميثيل-N فينيل إيثانولامين (PNMT) في العصارة الخلوية، يجب أن يُنقل أولا خارج حبيبات الخلايا أليفة الكروم. ويمكن أن يحدث هذا عبر مبادِلِ الكاتيكولامين-H+ المسمى ناقل أحادي الأمين الحويصلي 1 (VMAT1). VMAT1 مسؤول كذلك على نقل الأدرينالين المخلق حديثا من العصارة الخلوية وإرجاعه إلى الحبيبات أليفة الكروم استعدادا لتحريره.
في الخلايا الكبدية، يرتبط الأدرينالين بمستقبل أدريناليني β والذي يغير هيئته البنيوية ويساعد الوحدة الفرعية ألفا Gs -وهي وحدة من بروتين G- على تبديل ثنائي فوسفات الغوانوزين GDP إلى ثلاثي فوسفات الغوانوزين GTP. يتفكك بروتين G ثلاثي القسمات إلى الوحدات الفرعية ألفا Gs وبيتا-غاما. ترتبط الوحدة ألفا Gs بمحلقة الأدينيلات وتحول الـATP إلى أحادي فوسفات الأدينوسين الحلقي الذي يرتبط بدوره مع وحدة منظمة من كيناز البروتين A ليقوم هذا الأخير بفسفرة كيناز الفسفوريلاز. في الجانب الآخر يرتبط المركب بيتا-غاما Gs مع قناة كالسيوم ويسمح لأيونات الكالسيوم بالدخول إلى السيتوبلازم. ترتبط آيونات الكالسيوم ببروتينات الكالموديولين -وهي بروتينات متواجدة لدى جميع حقيقيات النوى- التي ترتبط بدورها مع كيناز الفسفوريلاز وتُكمل تنشيطه. يقوم كيناز الفسفوريلاز بفسفرة فسفوريلاز الغليكوجين الذي يُفسفر بدوره الغليكوجين ويحوله إلى غلوكوز-6-فوسفات.

## آلية العمل
| العضو   | التأثيرات                                                           |
| ------- | ------------------------------------------------------------------- |
| القلب   | يزيد معدل دقات القلب، انقباضه، التوصيل عبر العقدة الأذينية البطينية |
| الرئتين | يزيد معدل التنفس، توسع القصبات الهوائية                             |
| الكبد   | يحفز تحلل الغليكوجين                                                |
| الدماغ  |                                                                     |
| جهازي   | تضيق الأوعية وتوسيع الأوعية                                         |
| جهازي   | يُحفز تحلل الدهن                                                     |
| جهازي   | انقباض العضلات                                                      |

بصفته هرمونا، يعمل الأدرينالين تقريبا في جميع أنسجة الجسم، وتختلف تأثيراته حسب نوع النسيج وتعبير النسيج عن المستقبلات الأدرينالية. على سبيل المثال: تسبب المستويات العالية من الأدرينالين استرخاء العضلات الملساء في المسالك الهوائية لكن تسبب انقباض العضلات الملساء التي تبطِّن معظم الشرينات.
يعمل الأدرينالين عبر الارتباط بمختلف المستقبلات الأدرينالية. الأدرينالين ناهضة غير انتقائية لجميع المستقبلات الأدرينالية بما في ذلك الأنواع الفرعية الرئيسية: α1 وα2 وβ1 وβ2 وβ3. يُحدث ارتباط الأدرينالين بهذه المستقبلات عددا من التغييرات الأيضية. حيث أن ارتباطه بالمستقبلات الأدرينالية ألفا يثبط إفراز الإنسولين بواسطة البنكرياس ويحفز تحلل الغليكوجين في الكبد والعضلات، ويحفز كذلك تحلل الجلوكوز وتثبيط تكون الغليكوجين المتوسَّط بواسطة الأنسولين في العضلات. يُحدث الارتباط بالمستقبلات الأدرينالية بيتا إفراز الغلوكاغون في البنكرياس، وهو ما يزيد من إفراز الهرمون الموجه لقشر الكظر (ACTH) بواسطة الغدة النخامية، ويزيد تحلل الدهن بواسطة النسيج الدهني. تقود هذه التأثيرات معا إلى زيادة الغلوكوز والأحماض الدهنية في الدم، الأمر الذي يوفر ركائز من أجل إنتاج الطاقة داخل الخلايا عبر أنحاء الجسد.
أفعال الأدرينالين تزيد المقاومة المحيطية عبر تضييق أوعيةٍ معتمدٍ على المستقبل α1، وتزيد النتاج القلبي عبر ارتباطه بمستقبلات β1. الهدف من تخفيض سريان الأدرينالين في الجهاز العصبي المحيطي هو زيادة الضعط التاجي وضغط التروية الدماغية وبذلك زيادة تبادل الأكسجين على المستوى الخلوي. في حين يزيد الأدرينالين ضغط السريان الأبهري والمخي والسباتي، فإنه يخفض تدفق الدم السباتي ومستويات تخطيط ثاني أكسيد الكربون (ETCO2). يبدو أن بإمكان الأدرينالين تحسين السريان في الأوعية الدقيقة على حساب أسِرَّة الشعيرات الدموية أين تحدث التروية.

## الاستخدامات الطبية

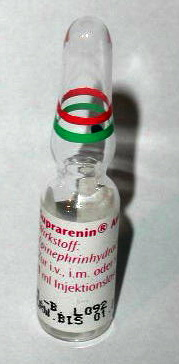
Epinephrine أمبولة, 1 mg (Suprarenin)

## الكيمياء

الشكلان الفراغيان للأدرينالين

ينتمي الأدرينالين كيميائياً إلى الكاتيكولامينات مثل الدوبامين والنورأدرينالين، ويوجد منه حسب التوضع الفراغي لمجموعة الهيدروكسيل القريبة من المجموعة الأمينية شكلان فراغيان المتصاوغان مرآتياً وهما الشكل R والشكل S. يعد الشكل R هو الشكل الأكثر فعالية حيوياً، وذلك بحوالي 20-50 مرة من الشكل S.

### الاصطناع
توجد عدة طرق مختلفة ومنشورة للاصطناع العضوي للأدرينالين. تتألف إحدى الطرق الكلاسيكية لاصطناع هذه المادة من ثلاث خطوات؛ والتي تبدأ بحدوث تفاعل أسيلة بين الكاتيكول (1) و كلوريد كلورو الأسيتيل (2) بوجود كلوريد الفوسفوريل؛ حيث تتضمن آلية التفاعل في هذه الخطوة تشكل مركب وسطي إستري، والذي تحدث له إعادة ترتيب فريس للحصول على مركب 4،3-ثنائي هيدروكسي-ω-كلورو الأسيتوفينون (3). في الخطوة الثانية يحدث تفاعل إضافة أمين بواسطة الميثيلامين للحصول على مركب الأدرينالون (4)، والذي يؤدي اختزاله إلى الحصول على مزيج راسيمي من الأدرينالين (5).

طريقة لاصطناع الأدرينالين مخبرياً.

بأسلوب آخر يمكن أن يصطنع الأدرينالين من تفاعل 4،3-ثنائي ميثوكسي البنزألدهيد مع حمض البروسيك إلى سيانوهيدرين، والذي تعطي أكسدته مركب نتريلوكيتون. يؤدي الاختزال التحفيزي إلى الحصول على أمينو الكيتون، والذي يؤدي إضافة ميثيل على ذرة النتروجين الحصول على أمين ثانوي، ثم حدوث تفاعل حلمهة لفينيل الإيثر، ثم بإجراء تفاعل اختزال للحصول على الأدرينالين.

### الثباتية
كما هو الحال مع باقي الكاتيكولامينات فإن الأدرينالين حساس تجاه أكسجين الهواء، حيث تؤدي أكسدته به إلى الحصول على مركب أدرينوكروم، كما يمكن الحصول على المركب الأخير مخبرياً بالأكسدة باستخدام أكسيد الفضة الأحادية (Ag2O). بالإضافة إلى ذلك يمكن أكسدة الأدرينالين في المحاليل المائية بوجود آثار من أيونات الحديد واليود، تكون سرعة تفاعل أكسدة في المحاليل متعلقة بـ pH الوسط. تزداد الثباتية في الأوساط الحمضية الضعيفة؛ كما تساهم المواد المضادة للأكسدة مثل حمض الأسكوربيك وبيروكبريتيت الصوديوم في التقليل من أكسدة الأدرينالين إلى الأدرينوكروم.

أكسدة الأدرينالين

## التاريخ
في عام 1895 قام البولندي نابليون سيبولسكي Napoleon Cybulski بعزل وتمييز هرمون الأدرينالين. وفي مايو 1896 أعلن وليام بيتس William Bates في مجلة نيويورك الطبية عن اكتشاف مادة تنتج في الغدة الكظرية. وقد كرر الإكتشاف في 1897 من قبل جون يعقوب هابيل John Jacob Abel.
وفي عام 1900 تمكن الصيدلي الياباني جوكيتشي تاكامين Jokichi Takamine من اكتشاف نفس الهرمون لكن بشكل منفصل، وقد تمكن الياباني من استخلاص الهرمون من غدد البقر.
هرمون الأدرينالين يكون إفرازه استجابة لأي نوع من أنواع الانفعال أو الضغط النفسي، كالخوف أو الغضب، وقد يفرز أيضاً لنقص السكر، وعادة ما يُفْرَز الهرمونان معاً.
وفي عام 1904 تمكن فريدريك ستولز من تركيب الهرمون صناعياً.

## الثقافة والمجتمع

### مدمن الأدرينالين
مدمن الأدرينالين هو شخص يشارك في السلوك الساعي إلى الشعور بالاهتياج من خلال "السعي لتجارب جديدة ومكثفة دون اعتبار للمخاطر المادية أو الاجتماعية أو القانونية أو المالية". وتتضمن هذه الأنشطة الرياضات المحفوفة بالمخاطر، وتعاطي المخدرات، والجنس غير الآمن، وارتكاب الجرائم. يتعلق المصطلح بزيادة مستويات الأدرينالين أثناء الإجهاد الفسيولوجي. تكون هذه الزيادة في تركيز الأدرينالين ثانوية في عملية تنشيط الأعصاب المتأثرة بالموقف والتي تقوي نقي الغدة الكظرية، حيث أنها سريعة ولا تتوافر في الحيوانات التي تزال منها الغدة الكظرية. على الرغم من أن هذا الإجهاد يسبب إطلاق الأدرينالين، إلا أنه ينشط أيضاً العديد من الاستجابات الأخرى في الجهاز العصبي المركزي نظام المكافأة، والذي يتحكم بالاستجابات السلوكية، لذا حين يكون تركيز الأدرينالين المنتشر متوفراً، فقد لا يتحكم بالسلوك. مع ذلك، فإن نقل الأدرينالين وحدة يزيد من اليقظة  ويلعب أدواراً في الدماغ بما فيها زيادة تدعيم الذاكرة.:147–8

### باللغة الإنجليزية
1. ↑  Simon Maskell; Munir Pirmohamed (4 Mar 2022). "A reference set of clinically relevant adverse drug-drug interactions". Scientific Data (بالإنجليزية). 9 (1). DOI:10.1038/S41597-022-01159-Y. ISSN:2052-4463. QID:Q123478206.
2. ↑  Epinephrine، QID:Q6120337
3. ↑  EPINEPHRINE، QID:Q6120337
4. 1 2  epinephrine (بالإنجليزية), QID:Q278487
5. ↑  Jean-Claude Bradley; Antony John Williams; Andrew S.I.D. Lang (2014). "Jean-Claude Bradley Open Melting Point Dataset". Figshare (بالإنجليزية). DOI:10.6084/M9.FIGSHARE.1031637.V2. QID:Q69644056.
6. ↑  محمد مرعشي (2003). معجم مرعشي الطبي الكبير (بالعربية والإنجليزية). بيروت: مكتبة لبنان ناشرون. ص. 25. ISBN:978-9953-33-054-9. OCLC:4771449526. QID:Q98547939.
7. ↑  كمال الدين الحناوي (1987)، معجم مصطلحات علم الأحياء: نبات حيوان تصنيف وراثة (بالعربية والإنجليزية)، مراجعة: هشام كمال الدين الحناوي، القاهرة: المكتبة الأكاديمية، ص. 20، OCLC:1158873751، QID:Q118929929
8. ↑  المعجم الموحد لمصطلحات علم الأحياء، سلسلة المعاجم الموحدة (8) (بالعربية والإنجليزية والفرنسية)، تونس: مكتب تنسيق التعريب، 1993، ص. 14، OCLC:929544775، QID:Q114972534
9. ↑  محمد الصاوي محمد مبارك (2003)، معجم المصطلحات العلمية في الأحياء الدقيقة والعلوم المرتبطة بها (بالعربية والإنجليزية)، القاهرة: مكتبة أوزوريس، ص. 16، OCLC:4769982658، QID:Q126042864
10. ↑  نزار مصطفى الملاح (د.ت.)، معجم الملاح في مصطلحات علم الحشرات (بالعربية والإنجليزية)، الموصل: جامعة الموصل، ص. 21، QID:Q118929029 {{استشهاد}}: تحقق من التاريخ في: |publication-date= (مساعدة)
11. ↑  Broadley KJ (مارس 2010). "The vascular effects of trace amines and amphetamines". Pharmacol. Ther. ج. 125 ع. 3: 363–375. DOI:10.1016/j.pharmthera.2009.11.005. PMID:19948186.
12. ↑  Lindemann L، Hoener MC (مايو 2005). "A renaissance in trace amines inspired by a novel GPCR family". Trends Pharmacol. Sci. ج. 26 ع. 5: 274–281. DOI:10.1016/j.tips.2005.03.007. PMID:15860375.
13. ↑  Wang X، Li J، Dong G، Yue J (فبراير 2014). "The endogenous substrates of brain CYP2D". Eur. J. Pharmacol. ج. 724: 211–218. DOI:10.1016/j.ejphar.2013.12.025. PMID:24374199.
14. 1 2  Malenka RC، Nestler EJ، Hyman SE (2009). "Chapter 6: Widely Projecting Systems: Monoamines, Acetylcholine, and Orexin". Molecular Neuropharmacology: A Foundation for Clinical Neuroscience (ط. 2nd). New York, USA: McGraw-Hill Medical. ص. 157. ISBN:9780071481274. Epinephrine occurs in only a small number of central neurons, all located in the medulla. Epinephrine is involved in visceral functions, such as the control of respiration. It is also produced by the adrenal medulla.
15. ↑  Lieberman، Michael؛ Marks، Allan؛ Peet، Alisa (2013). Marks' Basic Medical Biochemistry: A Clinical Approach (ط. 4th). Philadelphia: Wolters Kluwer Health/Lippincott Williams & Wilkins. ص. 175. ISBN:9781608315727. مؤرشف من الأصل في 2020-02-07. {{استشهاد بكتاب}}: الوسيط غير المعروف |name-list-format= تم تجاهله يقترح استخدام |name-list-style= (مساعدة)
16. ↑  von Bohlen und Haibach، O؛ Dermietzel، R (2006). Neurotransmitters and Neuromodulators: Handbook of Receptors and Biological Effects. Wiley-VCH. ص. 125. ISBN:978-3-527-31307-5. مؤرشف من الأصل في 2020-02-06. {{استشهاد بكتاب}}: الوسيط غير المعروف |name-list-format= تم تجاهله يقترح استخدام |name-list-style= (مساعدة)
17. ↑  Kirshner N، Goodall M (يونيو 1957). "The formation of adrenaline from noradrenaline". Biochimica et Biophysica Acta. ج. 24 ع. 3: 658–9. DOI:10.1016/0006-3002(57)90271-8. PMID:13436503.
18. ↑  Axelrod، Julius (مايو 1962). "Purification and Properties of Phenylethanolamine-N-methyl Transferase". The Journal of Biological Chemistry. ج. 237 ع. 5: 1657–1660. {{استشهاد بدورية محكمة}}: الوسيط غير المعروف |name-list-format= تم تجاهله يقترح استخدام |name-list-style= (مساعدة)
19. ↑  Nelson، L.؛ Cox، M. (2004). Lehninger Principles of Biochemistry (ط. 4th). New York: Freeman. ص. 908. ISBN:0-7167-4339-6. مؤرشف من الأصل في 2020-02-06. {{استشهاد بكتاب}}: الوسيط غير المعروف |name-list-format= تم تجاهله يقترح استخدام |name-list-style= (مساعدة)
20. ↑  Mravec B (2011). "Role of catecholamine-induced activation of vagal afferent pathways in regulation of sympathoadrenal system activity: negative feedback loop of stress response". Endocr Regul. ج. 45 ع. 1: 37–41.
21. ↑  H. U. Melchert, H. Hoffmeister: Determination of the urinary metabolites hydroxyindole-acetic acid, vanillyl mandelic acid and homovanillic acid by means of lipophilic gel chromatography and gas chromatography. In: Journal of Clinical Chemistry and Clinical Biochemistry. Band 15(2). 1977. Deutsch. PMID 845547. S. 81–87.
22. ↑  Rizzo V، Memmi M، Moratti R، Melzi d'Eril G، Perucca E (يونيو 1996). "Concentrations of L-dopa in plasma and plasma ultrafiltrates". Journal of Pharmaceutical and Biomedical Analysis. ج. 14 ع. 8–10: 1043–6. DOI:10.1016/s0731-7085(96)01753-0. PMID:8818013.
23. ↑  Cryer PE (أغسطس 1980). "Physiology and pathophysiology of the human sympathoadrenal neuroendocrine system". The New England Journal of Medicine. ج. 303 ع. 8: 436–44. DOI:10.1056/nejm198008213030806. PMID:6248784.
24. ↑  Cryer PE (نوفمبر 1976). "Isotope-derivative measurements of plasma norepinephrine and epinephrine in man". Diabetes. ج. 25 ع. 11: 1071–82. DOI:10.2337/diab.25.11.1071. PMID:825406.
25. ↑  "Gerich J, et al. Hormonal mechanisms of recovery from insulin-induced hypoglycemia in man". Am J Physiol. ج. 236: 380–385. 1979.
26. ↑  Pacak، Karel (2007). Catecholamines and adrenergic receptors. In: Pheochromocytoma Diagnosis, Localization, and Treatment. Chapter 6: Blackwell Publishing Ltd., Oxford. ص. 62.{{استشهاد بكتاب}}:  صيانة الاستشهاد: مكان (link)
27. ↑  Barger G، Dale HH (أكتوبر 1910). "Chemical structure and sympathomimetic action of amines". The Journal of Physiology. ج. 41 ع. 1–2: 19–59. DOI:10.1113/jphysiol.1910.sp001392. PMC:1513032. PMID:16993040.
28. ↑  Von Euler، US (1946). "A specific sympathomimetic ergone in adrenergic nerve fibres (sympathin) and its relations to adrenaline and nor adrenaline". Acta Physiol Scand. ج. 12: 73–97. DOI:10.1111/j.1748-1716.1946.tb00368.x.
29. ↑  Von Euler US، Hillarp NA (يناير 1956). "Evidence for the presence of noradrenaline in submicroscopic structures of adrenergic axons". Nature. ج. 177 ع. 4497: 44–5. Bibcode:1956Natur.177...44E. DOI:10.1038/177044b0. PMID:13288591.
30. ↑  Warren J (يناير 1986). "The adrenal medulla and the airway". British Journal of Diseases of the Chest. ج. 80 ع. 1: 1–6. DOI:10.1016/0007-0971(86)90002-1. PMID:3004549.
31. ↑  Twentyman OP، Disley A، Gribbin HR، Alberti KG، Tattersfield AE (أكتوبر 1981). "Effect of beta-adrenergic blockade on respiratory and metabolic responses to exercise". Journal of Applied Physiology. ج. 51 ع. 4: 788–93. PMID:6795164.
32. ↑  Richter EA، Galbo H، Christensen NJ (يناير 1981). "Control of exercise-induced muscular glycogenolysis by adrenal medullary hormones in rats". Journal of Applied Physiology. ج. 50 ع. 1: 21–6. PMID:7009527.
33. ↑  Canon، WB. (1931). "Studies on the conditions of activity in endocrine organs xxvii. Evidence that medulliadrenal secretion is not continuous". Am J Physiol. ج. 98: 447–453.
34. ↑  Cryer PE، Tse TF، Clutter WE، Shah SD (أغسطس 1984). "Roles of glucagon and epinephrine in hypoglycemic and nonhypoglycemic glucose counterregulation in humans". The American Journal of Physiology. ج. 247 ع. 2 Pt 1: E198-205. PMID:6147094.
35. ↑  Hoelzer DR، Dalsky GP، Schwartz NS، Clutter WE، Shah SD، Holloszy JO، Cryer PE (يوليو 1986). "Epinephrine is not critical to prevention of hypoglycemia during exercise in humans". The American Journal of Physiology. ج. 251 ع. 1 Pt 1: E104-10. PMID:3524257.
36. ↑  Hartman FA، Waite RH، McCordock HA (1922). "The liberation of epinephrine during muscular exercise". Am J Physiol. ج. 62: 225–241.
37. ↑  Von Euler US، Hellner S (سبتمبر 1952). "Excretion of noradrenaline and adrenaline in muscular work". Acta Physiologica Scandinavica. ج. 26 ع. 2–3: 183–91. DOI:10.1111/j.1748-1716.1952.tb00900.x. PMID:12985406.
38. ↑  Lund، A (1950). "Simultaneous fluorimetric determinations of adrenaline and noradrenaline in blood". Acta Pharmac Tox: 137–146.
39. ↑  Johnson GA، Kupiecki RM، Baker CA (نوفمبر 1980). "Single isotope derivative (radioenzymatic) methods in the measurement of catecholamines". Metabolism. ج. 29 ع. 11 Suppl 1: 1106–13. DOI:10.1016/0026-0495(80)90018-9. PMID:7001177.
40. ↑  Galbo H، Holst JJ، Christensen NJ (يناير 1975). "Glucagon and plasma catecholamine responses to graded and prolonged exercise in man". Journal of Applied Physiology. ج. 38 ع. 1: 70–6. PMID:1110246.
41. ↑  Winder WW، Hagberg JM، Hickson RC، Ehsani AA، McLane JA (سبتمبر 1978). "Time course of sympathoadrenal adaptation to endurance exercise training in man". Journal of Applied Physiology. ج. 45 ع. 3: 370–4. PMID:701121.
42. ↑  Kindermann W، Schnabel A، Schmitt WM، Biro G، Hippchen M (مايو 1982). "[Catecholamines, GH, cortisol, glucagon, insulin, and sex hormones in exercise and beta 1-blockade (author's transl)]". Klinische Wochenschrift. ج. 60 ع. 10: 505–12. DOI:10.1007/bf01756096. PMID:6124653.
43. ↑  Warren JB، Dalton N، Turner C، Clark TJ، Toseland PA (يناير 1984). "Adrenaline secretion during exercise". Clinical Science. ج. 66 ع. 1: 87–90. DOI:10.1042/cs0660087. PMID:6690194.
44. ↑  Fitzgerald GA، Barnes P، Hamilton CA، Dollery CT (أكتوبر 1980). "Circulating adrenaline and blood pressure: the metabolic effects and kinetics of infused adrenaline in man". European Journal of Clinical Investigation. ج. 10 ع. 5: 401–6. DOI:10.1111/j.1365-2362.1980.tb00052.x. PMID:6777175.
45. ↑  Warren JB، Dalton N (مايو 1983). "A comparison of the bronchodilator and vasopressor effects of exercise levels of adrenaline in man". Clinical Science. ج. 64 ع. 5: 475–9. DOI:10.1042/cs0640475. PMID:6831836.
46. ↑  Warren JB، Dalton N، Turner C، Clark TJ (نوفمبر 1984). "Protective effect of circulating epinephrine within the physiologic range on the airway response to inhaled histamine in nonasthmatic subjects". The Journal of Allergy and Clinical Immunology. ج. 74 ع. 5: 683–6. DOI:10.1016/0091-6749(84)90230-6. PMID:6389647.
47. ↑  Grossman، M (1887). "Das muscarin-lungen-odem". Z Klin Med. ج. 12: 550–591. {{استشهاد بدورية محكمة}}: الوسيط غير المعروف |name-list-format= تم تجاهله يقترح استخدام |name-list-style= (مساعدة)
48. ↑  Jackson DE (1912). "The pulmonary action of the adrenal glands". J Pharmac Exp Therap. ج. 4: 59–74.
49. ↑  Kagawa J، Kerr HD (فبراير 1970). "Effects of brief graded exercise on specific airway conductance in normal subjects". Journal of Applied Physiology. ج. 28 ع. 2: 138–44. PMID:5413299.
50. ↑  Warren JB، Jennings SJ، Clark TJ (يناير 1984). "Effect of adrenergic and vagal blockade on the normal human airway response to exercise". Clinical Science. ج. 66 ع. 1: 79–85. DOI:10.1042/cs0660079. PMID:6228370.
51. ↑  Jennings SJ، Warren JB، Pride NB (يوليو 1987). "Airway caliber and the work of breathing in humans". Journal of Applied Physiology. ج. 63 ع. 1: 20–4. PMID:2957350.
52. 1 2  Mezzacappa، E.S.؛ Katkin، E.S.؛ Palmer، S.N. (1999). "Epinephrine, arousal, and emotion: A new look at two-factor theory". Cognition and Emotion. ج. 13 ع. 2: 181–199. DOI:10.1080/026999399379320. {{استشهاد بدورية محكمة}}: الوسيط غير المعروف |name-list-format= تم تجاهله يقترح استخدام |name-list-style= (مساعدة)
53. 1 2  Toth M، Ziegler M، Sun P، Gresack J، Risbrough V (فبراير 2013). "Impaired conditioned fear response and startle reactivity in epinephrine-deficient mice". Behavioural Pharmacology. ج. 24 ع. 1: 1–9. DOI:10.1097/FBP.0b013e32835cf408. PMC:3558035. PMID:23268986.
54. ↑  Cahill L، Alkire MT (مارس 2003). "Epinephrine enhancement of human memory consolidation: interaction with arousal at encoding". Neurobiology of Learning and Memory. ج. 79 ع. 2: 194–8. DOI:10.1016/S1074-7427(02)00036-9. PMID:12591227.
55. 1 2  Dornelles A، de Lima MN، Grazziotin M، Presti-Torres J، Garcia VA، Scalco FS، Roesler R، Schröder N (يوليو 2007). "Adrenergic enhancement of consolidation of object recognition memory". Neurobiology of Learning and Memory. ج. 88 ع. 1: 137–42. DOI:10.1016/j.nlm.2007.01.005. PMID:17368053.
56. ↑  Roozendaal B، McGaugh JL (ديسمبر 2011). "Memory modulation". Behavioral Neuroscience. ج. 125 ع. 6: 797–824. DOI:10.1037/a0026187. PMC:3236701. PMID:22122145.
57. ↑  "SLC18 family of vesicular amine transporters". Guide to Pharmacology. IUPHAR/BPS. مؤرشف من الأصل في 2023-06-01. اطلع عليه بتاريخ 2015-08-21.
58. ↑  Shen, Howard (2008). Illustrated Pharmacology Memory Cards: PharMnemonics. Minireview. ص. 4. ISBN:1-59541-101-1.
59. ↑  Arnall DA، Marker JC، Conlee RK، Winder WW (يونيو 1986). "Effect of infusing epinephrine on liver and muscle glycogenolysis during exercise in rats". The American Journal of Physiology. ج. 250 ع. 6 Pt 1: E641-9. DOI:10.1152/ajpendo.1986.250.6.E641. PMID:3521311.
60. ↑  Raz I، Katz A، Spencer MK (مارس 1991). "Epinephrine inhibits insulin-mediated glycogenesis but enhances glycolysis in human skeletal muscle". The American Journal of Physiology. ج. 260 ع. 3 Pt 1: E430-5. DOI:10.1152/ajpendo.1991.260.3.E430. PMID:1900669.
61. 1 2  Sabyasachi Sircar (2007). Medical Physiology. Thieme Publishing Group. ص. 536. ISBN:3-13-144061-9.
62. ↑  "Guideline 11.5: Medications in Adult Cardiac Arrest". Australian Resuscitation Council. ديسمبر 2010. مؤرشف من الأصل (PDF) في 2023-06-01. اطلع عليه بتاريخ 2015-03-07.
63. ↑  Burnett AM، Segal N، Salzman JG، McKnite MS، Frascone RJ (أغسطس 2012). "Potential negative effects of adrenaline on carotid blood flow and ETCO2 during active compression-decompression CPR utilizing an impedance threshold device". Resuscitation. ج. 83 ع. 8: 1021–4. DOI:10.1016/j.resuscitation.2012.03.018. PMID:22445865.
64. ↑  Carsten Schmuck, Bernd Engels, Tanja Schirmeister, Reinhold Fink: Chemie für Mediziner. Pearson Studium, München u. a. 2008, ISBN 978-3-8273-7286-4, S. 413.
65. ↑  Hermann J. Roth, Axel Kleemann: Arzneistoffsynthese (= Pharmazeutische Chemie. Bd. 1). Thieme, Stuttgart u. a. 1982, ISBN 3-13-632901-5, S. 14–16.
66. ↑  "The Use of Extract of Suprarenal Capsule in the Eye - www.Central-Fixation.com".[وصلة مكسورة]
67. ↑  Aronson JK (2000). "Where name and image meet" - the argument for "adrenaline". British Medical Journal 320, 506-9. نسخة محفوظة 06 يوليو 2008 على موقع واي باك مشين.
68. ↑  Yamashima T (2003). "Jokichi Takamine (1854-1922), the samurai chemist, and his work on adrenalin". J Med Biogr. ج. 11 ع. 2: 95–102. PMID:12717538.
69. ↑  Bennett M (1999). "One hundred years of adrenaline: the discovery of autoreceptors". Clin Auton Res. ج. 9 ع. 3: 145–59. DOI:10.1007/BF02281628. PMID:10454061.
70. ↑  Zuckerman، Marvin (2007). Sensation seeking and risky behavior (ط. 2. print.). Washington, DC: American Psychological Association. ISBN:1591477387. {{استشهاد بكتاب}}: الوسيط غير المعروف |name-list-format= تم تجاهله يقترح استخدام |name-list-style= (مساعدة)
71. 1 2  Jänig، Wilfrid (2006). The integrative action of the autonomic nervous system : neurobiology of homeostasis. Cambridge: UK. ص. 143–146. ISBN:9780521845182. {{استشهاد بكتاب}}: الوسيط غير المعروف |name-list-format= تم تجاهله يقترح استخدام |name-list-style= (مساعدة)
72. ↑  Deane، W.H.؛ Rubin، B.L. (1964). "Absence of adrenal meduallary secretions". The Adrenocortical Hormones Their Origin – Chemistry Physiology and Pharmacology. Berlin, Heidelberg: Springer Berlin Heidelberg. ص. 105. ISBN:9783662131329. {{استشهاد بكتاب}}: الوسيط غير المعروف |name-list-format= تم تجاهله يقترح استخدام |name-list-style= (مساعدة)
73. ↑  Frankenhaeuser M، Jarpe G، Matell G (1961). "Effects of intravenous infusions of adrenaline and noradrenaline on certain psychological and physiological functions". Acta Physiologica Scandinavica. ج. 51 ع. 2–3: 175–86. DOI:10.1111/j.1748-1716.1961.tb02126.x. PMID:13701421.

## وصلات خارجية
- U.S. National Library of Medicine: Drug Information Portal – Epinephrine